# Einar Benediktsson

Statue neben dem Höfði

Einar Benediktsson (* 31. Oktober 1864 in Elliðavatn; † 12. Januar 1940 in Herdísarvík) war ein isländischer Lyriker und Verwaltungsbeamter. In Island ist auch sein Kurzname Einar Ben geläufig.

## Leben
Einar kam aus einflussreicher Familie und war der Sohn eines Juristen. Der Vater war außerdem zeitweilig Abgeordneter und Landrat (sýslumaður).
Auch er selbst studierte Jura in Kopenhagen und wurde dann Anwalt und Verwaltungsbeamter in Reykjavík. Lange Zeit lebte er auch in England und in Dänemark.
Im Jahre 1896 gründete Einar Benediktsson die erste isländisches Tageszeitung und nannte sie Dagskrá. Durch diese und seine populären Gedichte hatte er Einfluss auf die isländische Nationalbewegung und stützte dementsprechend die Partei Heimastjórnarflokkur. Später war er auch an der Herausgabe weiterer Zeitungen beteiligt: Þjóðin (1914–15), Þjóðstefna (1916–17) og Höfuðstaðurinn (1916–17).
Der Autor vertrat auch die Sache des technischen Fortschritts und ließ etwa ermitteln, ob es sich rentieren würde, Kraftwerke an der Þjórsá zu bauen. Ebenso interessierte er sich für die Eisengewinnung und Zementherstellung.
Zwischen 1907 und 1921 reiste Einar Benediktsson viel, etwa nach Norwegen, London und nach Kopenhagen. Später hielt er sich u. a. länger in Deutschland auf.
Er starb in Herdísarvík auf Reykjanes und ist in Þingvellir neben Jónas Hallgrímsson begraben.
Der Bildhauer Ásmundur Sveinsson fertigte 1964 eine Statue von Einar Benediktsson, die seit 2015 neben dem Höfði-Haus, wo Einar von 1914 bis 1917 lebte, steht.

## Werk
Das Werk von Einar Benediktsson wird der Neuromantik zugeordnet. Seine Gedichte folgen den Merkmalen des Symbolismus. Dabei hält er sich an die gebundene Form. Der Einfluss von Nietzsche ist unübersehbar.
Außerdem übersetzte er Peer Gynt und englischsprachige Literatur ins Isländische.
Wichtige Werke:
- Sögur og kvædi (1897)
- Hafblik (1906)
- Hrannir (1913)
- Vogar (1921)
- Hvammar (1930)